# Gerhard von Mutius

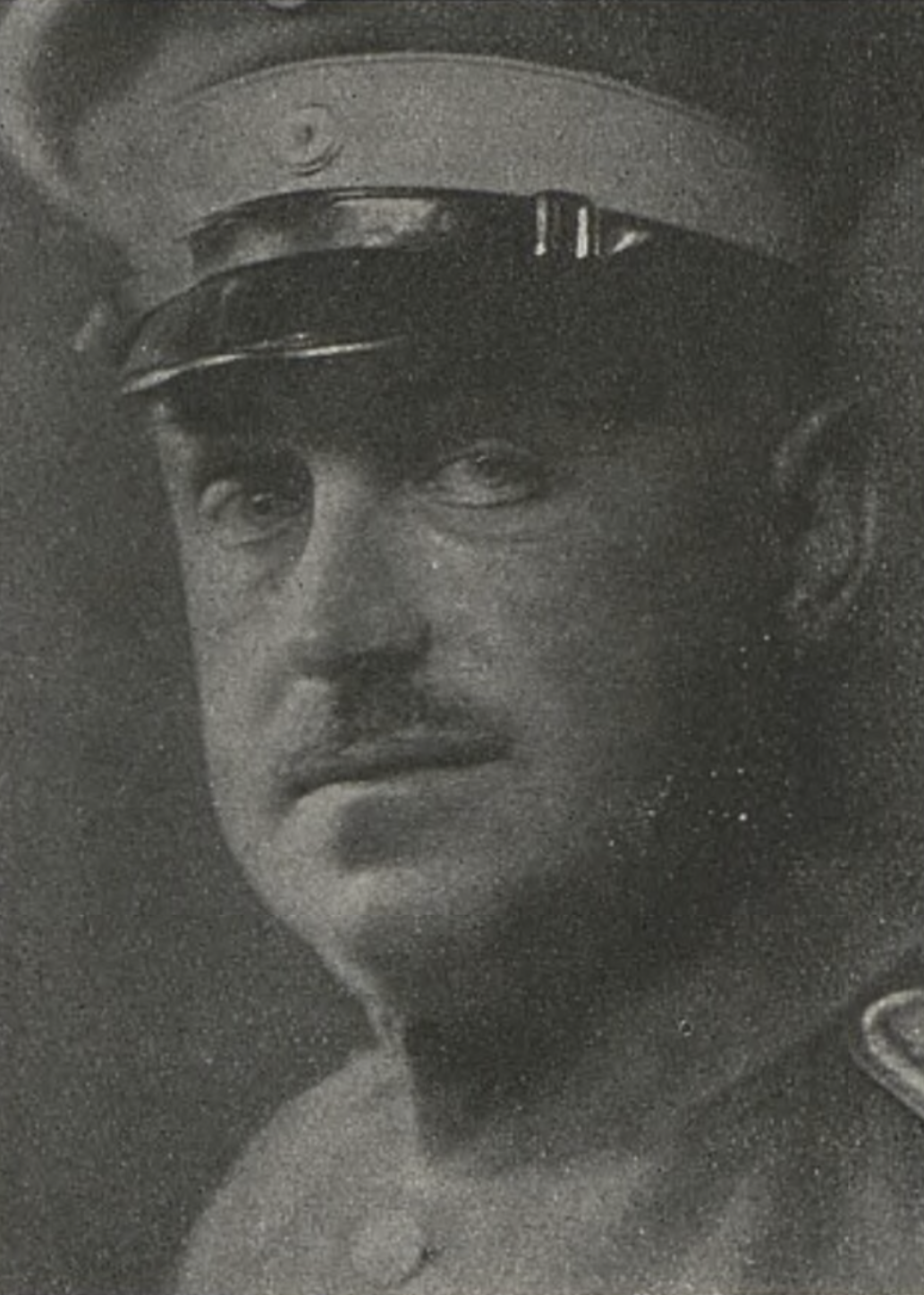
Gerhard von Mutius (ca. 1918)

Wilhelm Alexander Franz Joseph Gerhard von Mutius (* 6. September 1872 auf Gellenau, Landkreis Glatz, Provinz Schlesien; † 18. Oktober 1934 in Berlin) war ein deutscher Jurist und Diplomat.

## Leben

### Herkunft
Gerhard entstammte der I. Linie des Adelsgeschlechts von Mutius. Er war der drittälteste Sohn des preußischen Rittmeisters und Herrn auf Altwasser und Gellenau Hans von Mutius (1825–1883) und dessen Ehefrau Gerta, geborene von Bethmann Hollweg (1831–1896), eine Tochter des Politikers Moritz August von Bethmann-Hollweg und der Auguste Gebser. Seine älteren Brüder waren der preußische Generalleutnant Albert von Mutius und der preußische Generalmajor Maximilian von Mutius.

### Karriere
Er wurde auf Schloss Gellenau in der Grafschaft Glatz geboren, das seit 1788 im Familienbesitz war. Dort und auf dem Familiengut in Altwasser verbrachte er seine Kindheit. Nach dem Abitur 1893 am Gymnasium Schulpforta studierte er Jura an den Universitäten Freiburg, Leipzig und Berlin. Er war seit dem Wintersemester 1893/94 Mitglied der Studentenverbindung Canitz-Gesellschaft Leipzig. 1896 legte er beim Kammergericht Berlin das Referendarexamen ab. Danach begann er eine Beamtenlaufbahn beim Amtsgericht Lewin. Nach der Militärzeit beim Dragoner-Regiment „von Bredow“ (1. Schlesisches) Nr. 4 der Preußischen Armee trat er in den Diplomatischen Dienst ein. 1903 war er Botschaftsattaché in Paris und anschließend 1904/05 in gleicher Eigenschaft in Petersburg. 1906/07 wirkte Mutius als Ministerialbeamter bei der Reichskanzlei in Berlin, wurde 1908 Botschaftsrat in Peking, 1909 in Paris und 1911 in Konstantinopel. 1914 kehrte er als Diplomatischer Sonderbeauftragter nach Petersburg zurück und war während des Ersten Weltkriegs von 1915 bis 1917 Diplomatischer Beauftragter beim Generalgouvernement in Warschau. Daran schlossen sich folgende Verwendungen an:
- 1918–1920 Deutscher Gesandter in Oslo
- 1921 Diplomatischer Beauftragter bei der Friedenskommission in Paris
- 1920–1921 Vorsitzender der deutschen Friedensdelegation, anschließend Abteilungsleiter im Auswärtigen Amt
- 1923–1927 Deutscher Gesandter in Kopenhagen
- 1927–1931 Deutscher Gesandter in Bukarest
- 1931 Bevollmächtigter des Deutschen Reiches beim Völkerbund in Genf

Trotz seiner anspruchsvollen Tätigkeit als Diplomat verfasste er zahlreiche philosophische Bücher und Abhandlungen. Er war ein Cousin des liberalen Reichskanzlers Theobald von Bethmann Hollweg.

## Familie
Gerhard von Mutius heiratet am 17. Juni 1911 in Paris seine Verlobte Marie Sophie Wilhelmine Mauritia von Bethmann (1880–1953), Tochter des Mitinhabers des Bankhauses Gebrüder Bethmann Moritz Carl Hugo Freiherr von Bethmann (1848–1922) und der Marie Kinen. Das Paar hatte vier Kinder, darunter die Schriftstellerin Dagmar von Mutius, die Graphikerin Marie-Elisabeth von Mutius, oder den Hauptmann Bernhard von Mutius, gefallen 1944 und Erbe von Gut und Schloss Gellenau.

## Schriften
- Der Schwerpunkt der Kultur. Verlag Reichl, Darmstadt 1919.
- Ostasiatische Pilgerfahrt. Aus dem Tagebuch einer Reise nach China und Japan 1908/09. In: Schriftenreihe der Preußischen Jahrbücher. 2, Stilke, Berlin 1921. (Digitalisat)
- Gedanke und Erlebnis. Umriß einer Philosophie des Wertes. Verlag Reichl, Darmstadt 1922.
- Jenseits von Person und Sache. Skizzen und Vorträge zur Philosophie des Persönlichen. Bruckmann-Verlag, München 1925.
- Zur Mythologie der Gegenwart. Gedanken über Wesen und Zusammenhang der Kulturbestrebungen. München 1933.
- Die drei Reiche. Ein Versuch philosophischer Besinnung. Weidmannsche Buchhandlung, Berlin 1916.
- Das Lob der kleinen Stadt. Ein Portrait des Städtchens Lewin. In: Zeitwende. München 1926.[4]
- Abgeschlossene Zeiten. Autobiographie, erschienen im Selbstverlag, Hermannstadt 1926.

## Genealogie
- Marcelli Janecki: Handbuch des Preußischen Adels. Band 2, Hrsg. Kgl. Herolds-Amt, Berlin 1893, S. 443.
- Gothaisches Genealogisches Taschenbuch der Adeligen Häuser. Alter Adel und Briefadel. 1922. 16. Jahrgang, Justus Perthes, Gotha 1921, S. 615 f., In: Internet Archive. Siehe auch: FamilySearch (Kostenfrei).
- Hans Friedrich von Ehrenkrook, Friedrich Wilhelm Euler, Walter von Hueck, u. a.: Genealogisches Handbuch der Adeligen Häuser. B (Briefadel) 1956. Band II, Band 12 der Gesamtreihe GHdA, Hrsg. Deutsches Adelsarchiv, C. A. Starke, Glücksburg (Ostsee) 1956, ISSN 0435-2408, S. 255 f.